# Дмитровский завод фрезерных станков
Дмитровский завод фрезерных станков (ДЗФС) — промышленное предприятие в микрорайоне ДЗФС города Дмитрова Московской области. Основной сферой деятельности которого является производство фрезерных станков.
Дмитровский завод фрезерных станков сейчас производит фрезерных станки гаммы «6К» и «6ДМ». Так же завод выпускает комплектующие к станкам, оснастку и оказывает услуги по металлообработке, промышленного характера.

## История
История завода началась в 1932 году. Тогда при строительстве канала Москва — Волга возле Дмитрова был образован в составе Дмитлага Механический завод. Который занимался ремонтом тракторов, автомобилей и экскаватора. Работали на нём заключённые Дмитлага.
Возле завода были выстроены несколько домов для руководства завода в сосняке, заключённые же размещались в бараках. За речкой Матусовкой разместились бараки для вольнонаёмных рабочих. Здание цехов были деревянные, возведённые из ближайшего леса.
Часть посёлков, предприятий и инфраструктуры Дмитлага, после завершения строительства канала, переведена в ИТЛ Дмитровского механического завода. Который просуществовал с 1938 до 1940 год.
Это и ближайший посёлок Каналстрой с железнодорожной станцией Каналстрой. Это и построенная железнодорожная ветка Вербилки — Большая Волга с посёлками возле неё и канала. Большинство бывших посёлков, предприятий и инфраструктуры Дмитлага фигурируют как самостоятельные после 1940 года.
По окончании строительства канала техника и квалифицированные рабочие Механического завода были частично переведены на строительство Куйбышевской ГЭС.

### Дмитровский станкостроительный завод
В 1940 году из ИТЛ Дмитровского Механического завода выделяют Механический завод. Который переименовывают в Дмитровский станкостроительный завод.
8 декабря 1940 года Постановлением Совета народных комиссаров № 2506 завод был переведён в состав совнаркома тяжёлого машиностроения с присвоением ему названия — Дмитровский завод фрезерных станков.
Подготовку кадров помогали осуществлять несколько городов Подмосковья, таких как Егорьевск, Загорск (ныне Сергиев Посад), Павловский Посад и др., они прислали своих квалифицированных рабочих. Бывший директор Горьковского завода фрезерных станков (ГЗФС) Титов Г. Е. был назначен директором Дмитровского завода фрезерных станков. Из Горького также прибыли инженерно-технические сотрудники и мастера — А. А. Бакаев, П. И. Самарин, П. П. Варфоломеев, Л. Я. Рабинов, А. И. Овчинников. Также группа новых рабочих в количестве 70 человек была отправлена в город Горький на учёбу.

### Военные годы
Первоначально завод занимался сбором станков из деталей ГЗФС, но планы по реконструкции завода были изменены начавшейся Великой Отечественной войной. На фронт ушли многие инженеры и работники предприятия. Их работу стали выполнять женщины и подростки.
В сентябре 1941 года началась подготовка эвакуации завода в город Бийск Алтайского края. На месте, в течение недели, было налажено оборудование, заводу был присвоен № 32. После разгрома немцев под Москвой, завод вернулся обратно.
Директором завода был назначен Арнольди М. Н. Перед заводом стояло много сложных задач: помимо выпуска станков требовалась продукция для фронта. Также были проблемы с изготовлением шестерён: не было ни кадров, ни оборудования.
На завод прибывают новые специалисты. С Московского завода им. Орджоникидзе приходит инженер Берин И. Р. — он становится начальником производственного цеха. Участок базовых деталей возглавил старший мастер Скрипко, прибывший с Минского завода имени Кирова. Зуборезный участок возглавил молодой выпускник Станкина Забузов А. Старшим мастером механического участка становится Гусев А. Ф., вернувшийся с фронта. План за 1943 год завод выполнил.
На заводе работали военнопленные, в том числе строили производственные цеха и помещения. Литейный цех был построен ими. Размещались военнопленные в бараках для заключённых Дмитлага.
В 1944 году на завод был назначен новым директором Налоев А. А., главным инженером — Фролькис И. В.

### Развитие завода

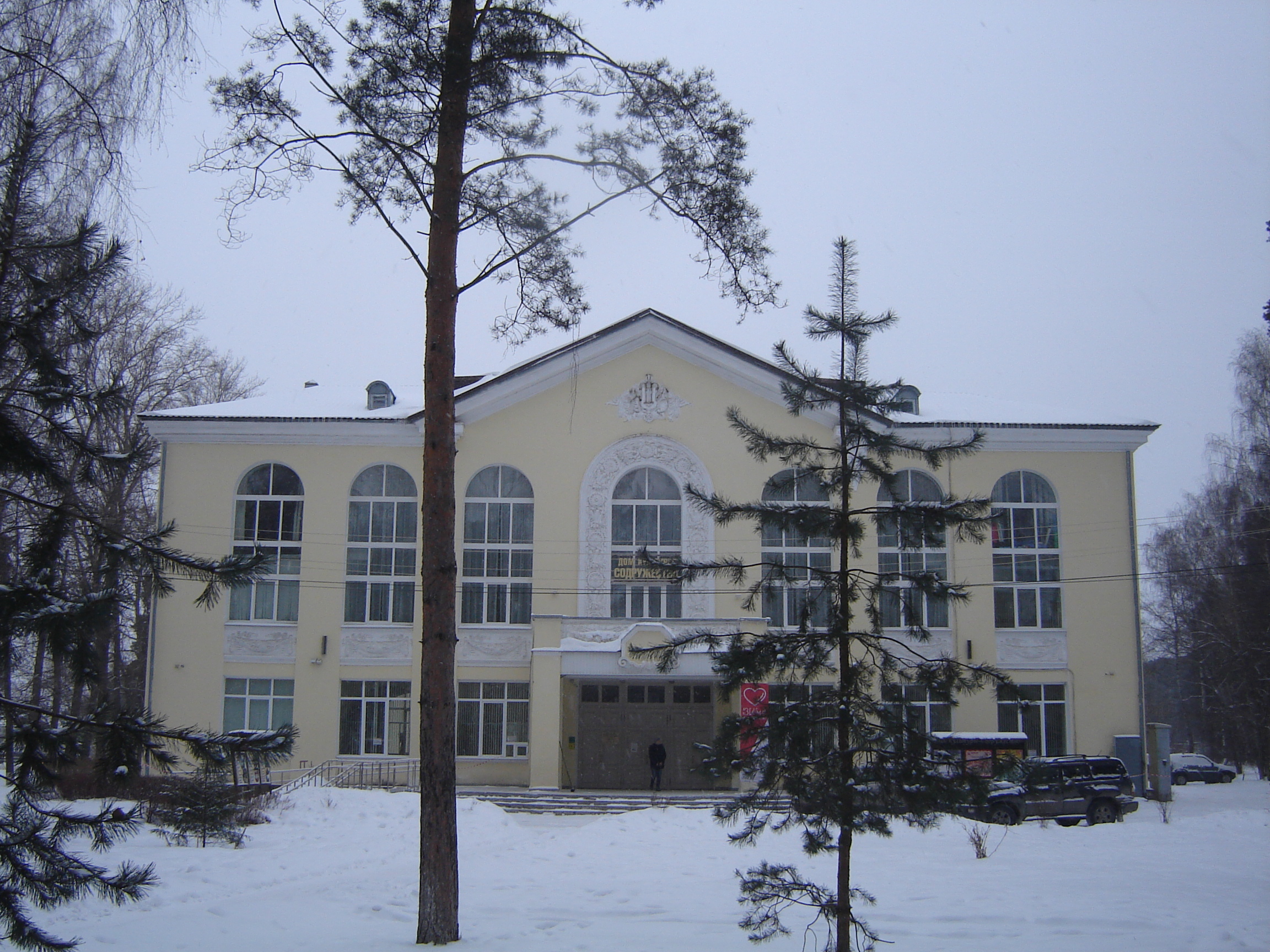
Дом культуры Дмитровского завода фрезерных станков

На заводе в начале 4-й пятилетки (1946—1950 гг.) выпускались металлорежущие станки старого образца (модели 1929/30 гг.). Далее конструкторский отдел завода разработал новые модели фрезерных станков. Станки получили полуавтоматическое и автоматическое управление, скорость резания была увеличена в три раза.
Следом за разработкой новых фрезерных станков произошла реконструкция и расширение завода. Были построены новые цеха для кузнечного и термического производства, в которых была организована работа по поточной схеме. Выросли объёмы производства.
Согласно новым требованиям рынка, в 1955—1960 годах были разработаны и запущены новые модели станков, не уступающие импортным аналогам: 6М81, 6М81Г, 6М11, 6М11Б, 6М11К, 6М11КП, 6М11ПР.
1960—70-е гг. рост жилищного строительство для работников завода. В посёлке завода построены: школа, в 1962 году Дом культуры (сейчас ДК «Содружество»), спортивный стадион «Торпедо», баня на 50 мест. На заводе организованы столовая и для учащихся учебно-производственный участок.
В 1980-е годы на предприятии числилось около 3 тысяч человек. Продукция завода поставлялась зарубеж, с 1950 года было выпущено более 5 тысяч станков с ЧПУ.
Работники завода за трудовые успехи неоднократно награждались государственными наградами: орденами и медалями.

### Настоящее время
В период экономического спада ДЗФС перешёл на освоение и выпуск станков для обработки дерева и алмазов.
В начале 2003 г. на заводе была проведена модернизация и обновление производства:
закуплены высокоточные обрабатывающие центры, реконструкция литейного производства, обновлено программное обеспечение, проведена сертификация системы качества согласно требованиям ГОСТ ISO 9001.
С 2006 года завод приступил к серийному выпуску широкоуниверсального станка консольно-фрезерной модели 6ДМ83Ш.
За 2013 год ДЗФС выпустил всего 44 станка, штат завода составляет 130 человек.
На январь 2014 года долг госпредприятий перед заводом за отгруженную продукцию составляет 4,5 млн рублей, наличие данной дебиторской задолженности объясняется системой госзаказа, исключающей предоплату.

## Выпускаемая продукция
- Фрезерные станки серии «Н»: 6Н11, 6Н81, 6Н81Г, 6Н81А с 1948 г.
- Консольно-фрезерные станки серии «6М»: 6М81, 6М81Г, 6М11, 6М11Б, 6М11К, 6М11КП, 6М11ПР. В 1955—60-е года.
- Широкоуниверсальный станок консольно-фрезерной модели 6ДМ83Ш в 2006 г.